# Spoorlijn Sélestat - Saverne
De spoorlijn Sélestat - Saverne is een secundaire spoorlijn in het departement Bas-Rhin. De lijn loopt van het station Sélestat naar het station Saverne, maar de sectie tussen Molsheim en Saverne is gesloten. De totale lijn was 64,8 km lang en had als lijnnummer 111 000.

## Geschiedenis
Het gedeelte tussen Barr en Molsheim werd door de Chemins de fer de l'Est geopend op 29 september 1864, op 15 december 1864 volgde het gedeelte tussen Molsheim en Wasselone. Na de Frans-Duitse Oorlog werden de gedeeltes tussen Sélestat en Barr en tussen Wasselone en Saverne geopend door de Reichseisenbahnen in Elsaß-Lothringen op 1 augustus 1877. 

## Beschrijving
De lijn is geheel in enkelspoor uitgevoerd, maar op de grotere stations zoals Rosheim, Obernai en Barr zijn kruisingsmogelijkheden. Tussen Sélestat en Obernai is het BAPR-beveiligingssysteem geïnstalleerd in 1996, verder is alleen het BM systeem geïnstalleerd.

## Verkeer
De lijn wordt voornamelijk gebruikt voor TER Alsace treinen, veelal geëxploiteerd door X 76500 treinstellen maar ook door rames réversibles régionales treinstammen in combinatie met BB 67400 locomotieven.
| Serie      | Treinsoort | Route                                                                       | Bijzonderheden |
| ---------- | ---------- | --------------------------------------------------------------------------- | -------------- |
| TER 831700 | TER (SNCF) | Strasbourg-Ville – Entzheim-Aéroport – Molsheim – Obernai – Barr – Sélestat |                |

De lijn kent ook veel goederenverkeer voor de Kronenbourg-brouwerij in Obernai. Deze treinen worden gereden door SNCF FRET en Veolia Transport.

## Toekomst
De sectie Molsheim - Barr zou deel worden van het Tram-train project Tram-train Strasbourg - Bruche - Piémont des Vosges. In 2013 is dit project geannuleerd vanwege de te hoge kosten.

## Aansluitingen
In de volgende plaatsen is of was er een aansluiting op de volgende spoorlijnen:
Sélestat
RFN 115 000, spoorlijn tussen Strasbourg-Ville en Saint-Louis
RFN 116 000, spoorlijn tussen Sélestat en Lesseux-Frapelle
RFN 118 000, spoorlijn tussen Sélestat en Sundhouse
Rosheim
lijn tussen Rosheim en Saint-Nabor
Molsheim
RFN 110 000, spoorlijn tussen Strasbourg-Ville en Saint-Dié
Saverne
RFN 070 000, spoorlijn tussen Noisy-le-Sec en Strasbourg-Ville
RFN 111 064, raccordement van Saverne

## Galerij

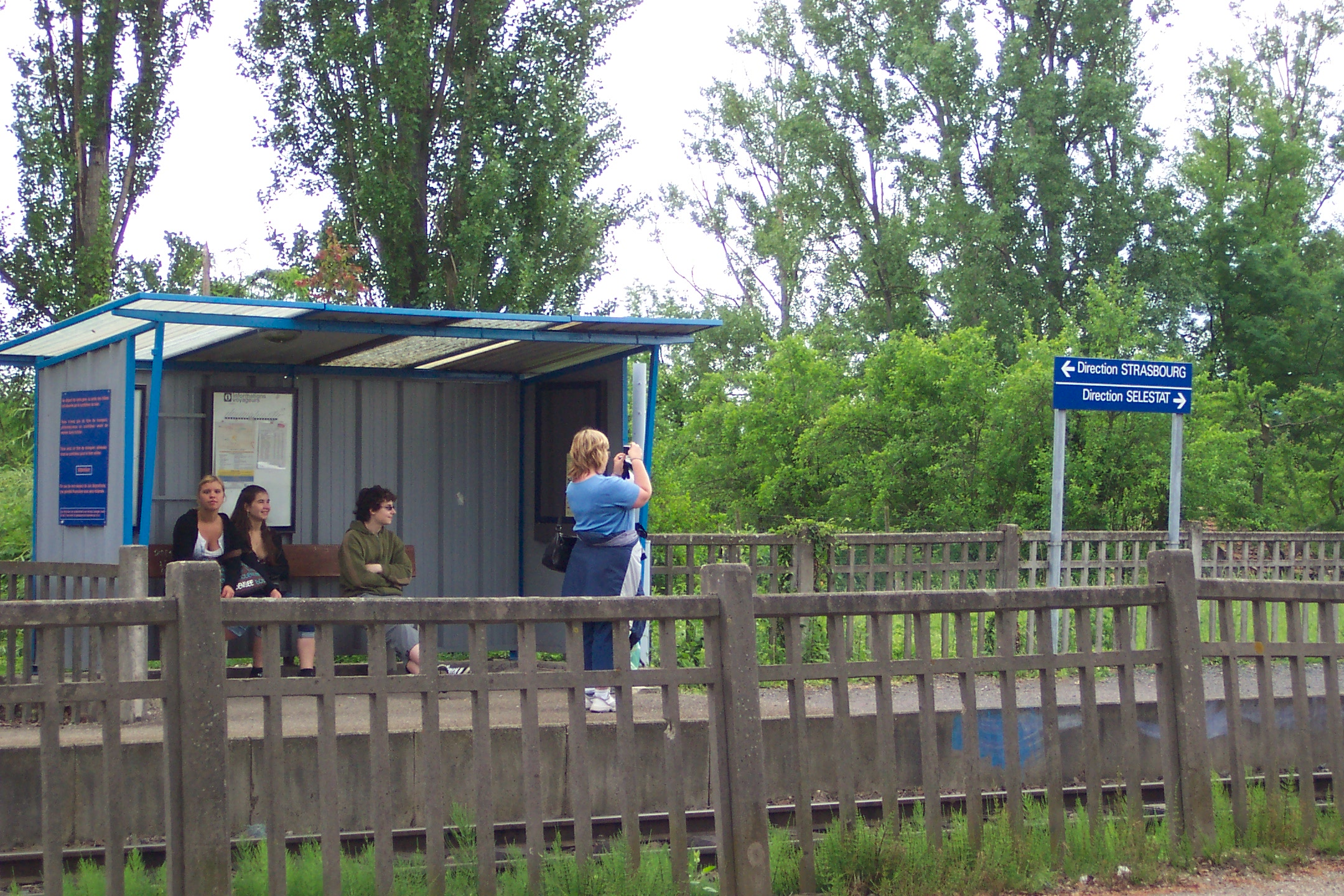
Station Gertwiller
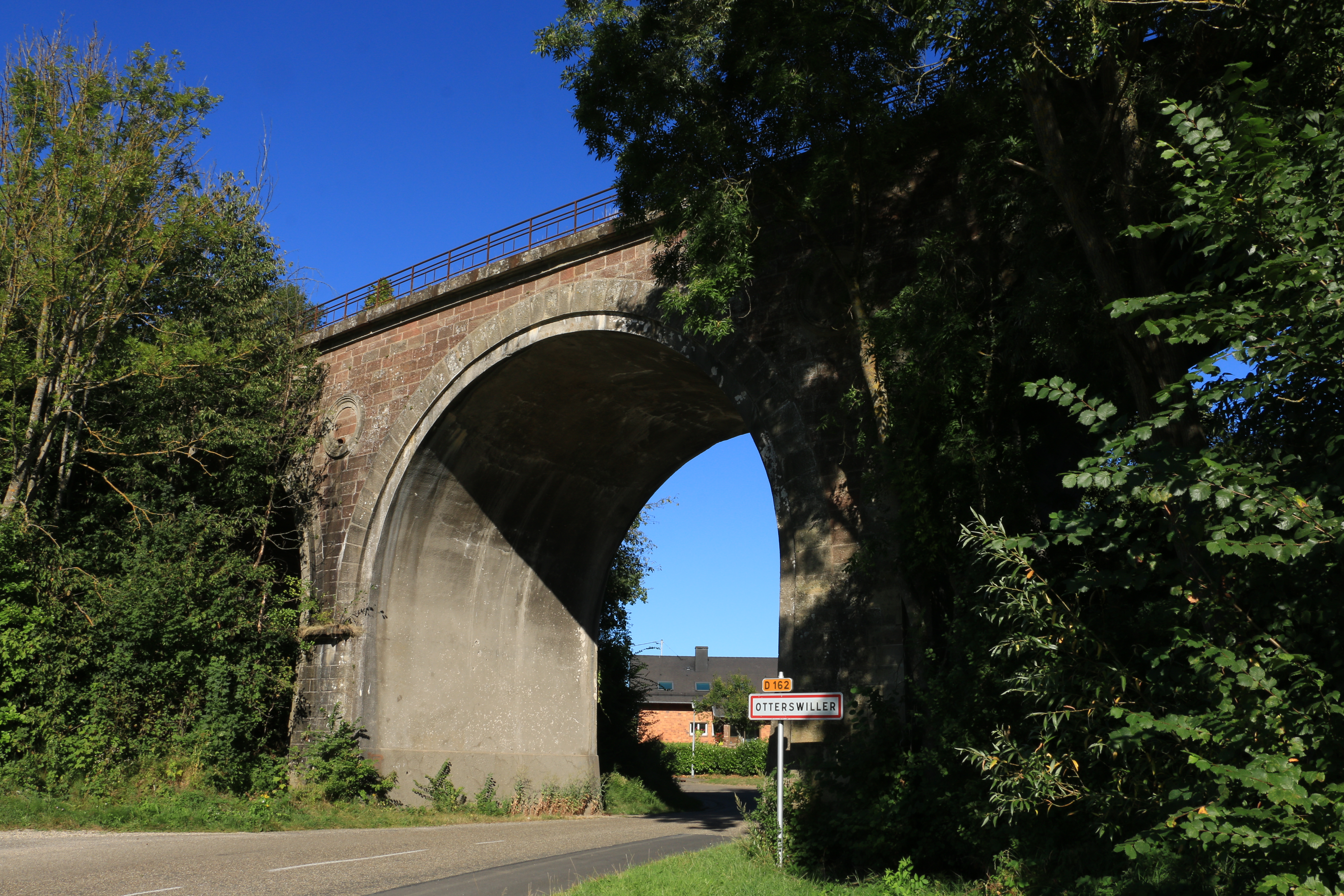
Viaduct van Otterswiller
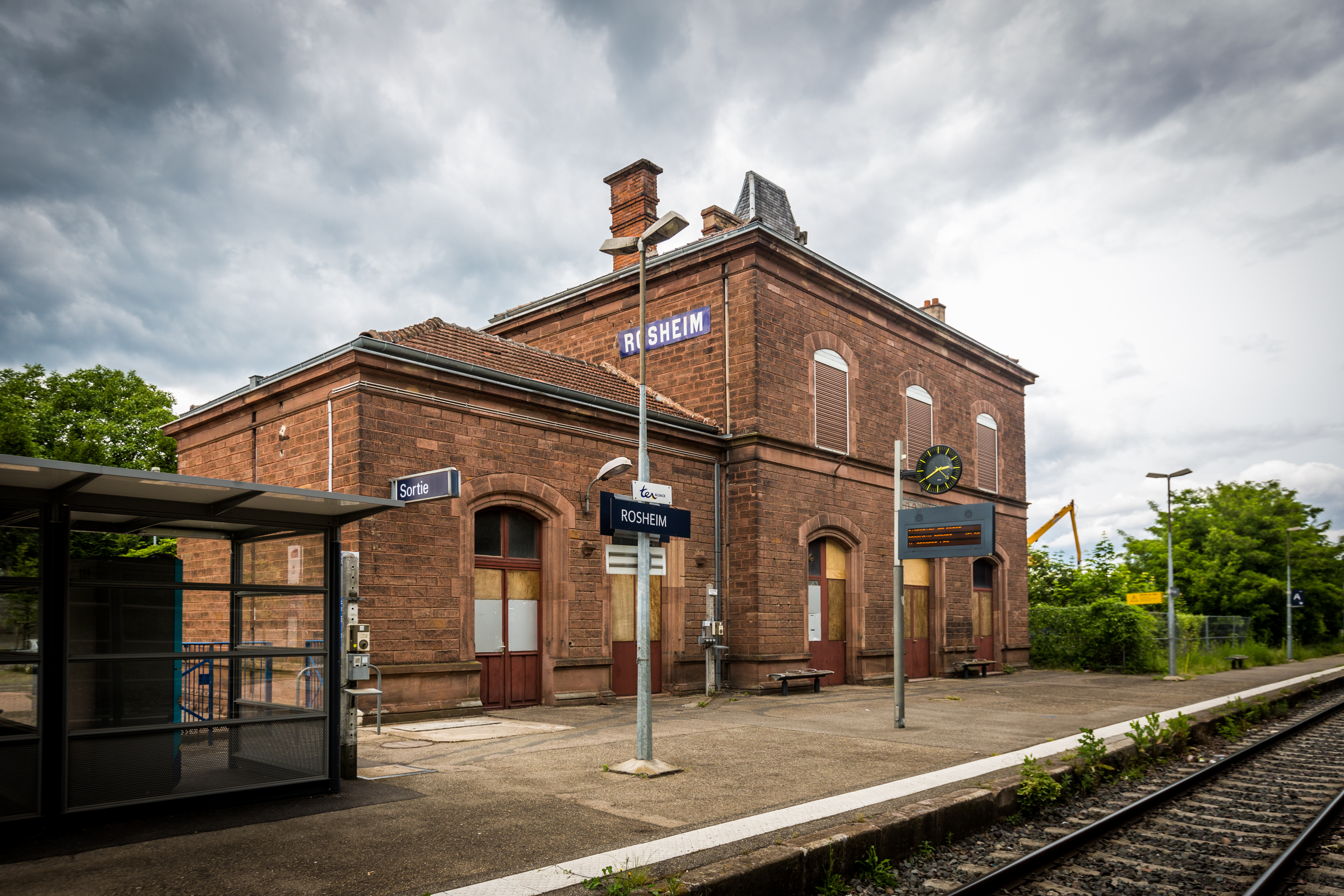
Station Rosheim
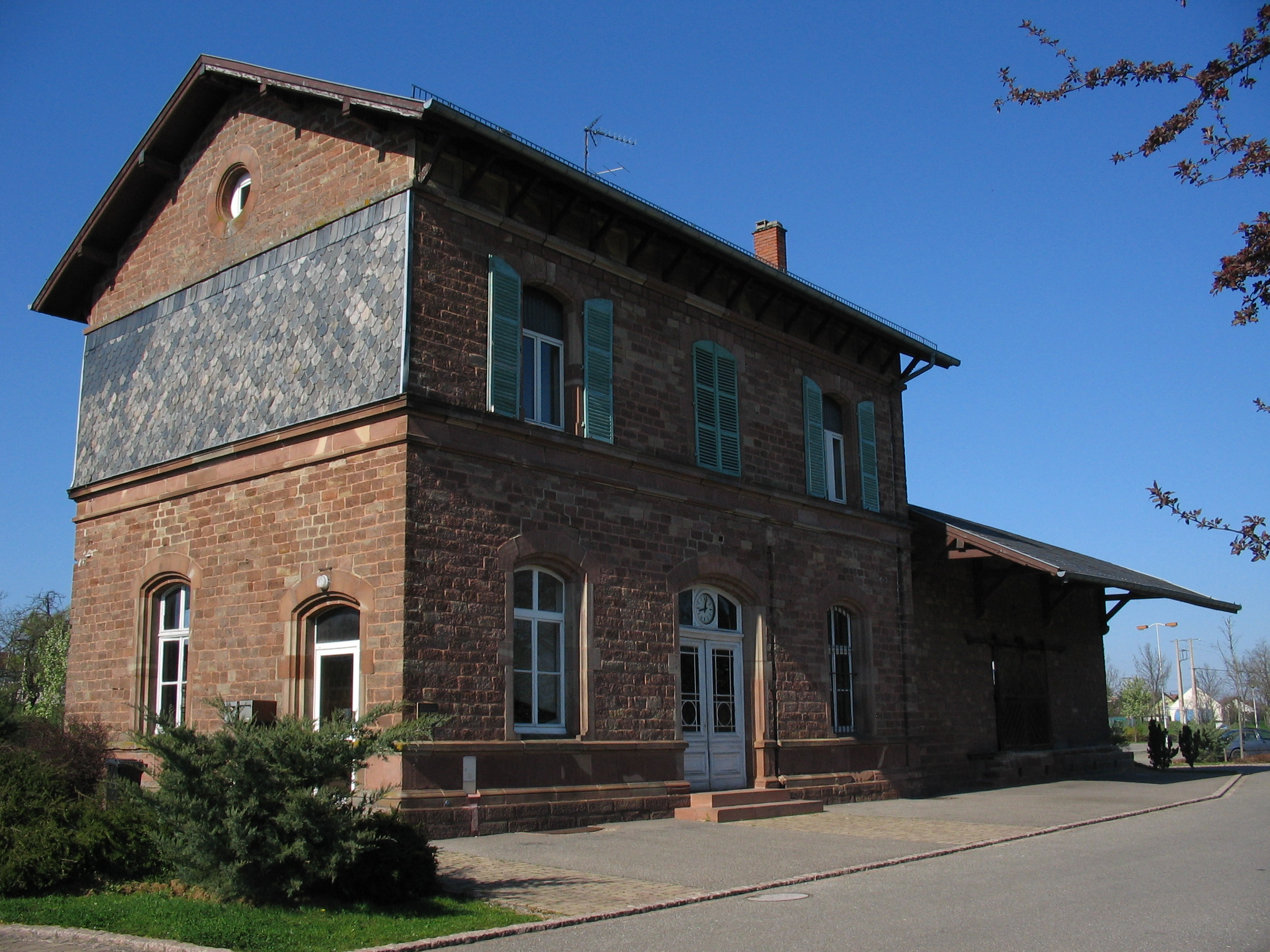
Station Otterswiller